# Agapia (gmina)
Agapia – gmina w Rumunii, w okręgu Neamț. Obejmuje miejscowości Agapia, Filioara, Săcălușești i Văratec. W 2011 roku liczyła 3893 mieszkańców.